# Združenje dramskih umetnikov Slovenije
Združenje dramskih umetnikov Slovenije, s kratico ZDUS, je prostovoljna, strokovna, nepridobitna in nadstrankarska organizacija poklicnih dramskih (gledaliških) umetnikov, ki jim je uprizoritvena/dramska/gledališka umetnost osnovni poklic. ZDUS ima status društva, ki deluje v javnem interesu. ZDUS je pravna oseba zasebnega prava. Svoje korenine ima društvo v času po 1. svetovni vojni, ko je bila ustanovljena Zveza slovenskih gledaliških igralcev in igralk.   
Trenutni predsednik je Boris Mihalj.

## O ZDUS-u
Pod okriljem ZDUS-a je do leta 2018 deloval tudi Slovenski center ITI. ZDUS je član mednarodne sindikalne organizacije uprizoritvenih umetnikov FIA.
ZDUS podeljuje tudi stanovske nagrade. 

#### Nameni in cilji ZDUS-a so (javni izvleček iz statuta):
- skrb za razvoj gledališke kulture in dramske umetnosti,
- spremljanje zakonodaje na področju kulture in socialna zaščita članov,
- skrb za ustrezno kvaliteto dramske stroke,
- navezava in ohranjanje stikov s sorodnimi društvi doma in v tujini,
- seznanjanje javnosti in članstva s problemi stroke,
- zavzemanje za upoštevanje moralnih norm in etičnosti pri delovanju.

#### ZDUS uresničuje svoje cilje z naslednjimi nalogami, tako da:
- se z drugimi sorodnimi društvi lahko poveže v Kulturniško zbornico Slovenije in deluje v njej preko svojih predstavnikov (člani KZS smo že od ustanovitve), in sicer:

1. spremlja in ocenjuje stanje na področju kulture in uresničevanja nacionalnega kulturnega programa ter daje v zvezi s tem mnenja, pobude in predloge Ministrstvu za kulturo in drugim zainteresiranim institucijam, katerim tudi
2. daje mnenje k predlogu nacionalnega kulturnega programa in k poročilu o izvajanju le tega ter o programih s posameznih področij, ki so predlagani za financiranje iz javnih sredstev,
3. istim daje tudi mnenje k predlogom zakonov in drugih predpisov s področja kulture in spremlja njihovo izvajanje,
4. daje mnenje o zahtevi za vpis v razvid samostojnih ustvarjalcev na področju klture in o zahtevi za odobritev plačila prispevkov za socialno zavarovanje svojim članom,
5. predlaga imenovanje svojega člana v nacionalni Svet za kulturo in članov sveta, komisij in ekspertnih skupin v skladu z ZUJIK ter člane strokovnega sveta javnega zavoda,
6. daje mnenja o kandidatih za vodilna mesta v javnih zavodih s področja kulture tistemu, ki jih imenuje.

#### Ob tem tudi.
- ustreznim komisijam predlaga kandidate za državne in druge nagrade s področja kulture,
- v okviru svoje mednarodne dejavnosti častno predstavlja Slovenijo in njeno kulturo s posebnim poudarkom na slovenskem igralstvu in gledališču,
- daje strokovno pomoč svojim članom v okviru delovanja ZDUS,
- ščiti interese gledališke stroke,
- enakopravno sodeluje z organi vodenja in upravljanja ter sindikatom v delovnih organizacijah, kjer delujejo njegovi člani,
- sodeluje s sindikatom pri oblikovanju kolektivnih pogodb med reprezentativnim panožnim sindikatom in delodajalci,
- skrbi za strokovno izpopolnjevanje svojih članov, organizira predavanja, tečaje, posvetovanja, razprave, seminarje za svoje člane,
- organizira in spodbuja izmenjavo dramskih umetnikov doma in v tujini,
- izdaja strokovno literaturo v skladu z veljavnimi predpisi,
- posreduje mnenje oz. priporočilo za pridobitev viz tujcem, ki so angažirani na področju dramske umetnosti,
- sklepa pogodbe z RTV Slovenija, filmom in drugimi institucijami in ščiti interese svojih članov na vseh področjih v skladu z veljavnimi predpisi,
- organizira in uprizarja gledališke predstave in druge prireditve, ali to poveri drugim osebam na temelju zakupne ali sorodne pogodbe,
- vsako leto podeljuje svojim članom Priznanja ZDUS,
- sodeluje z ITI – International Theatre Institute,
- skrbi za upokojene člane, da ohranijo stik z gledališko umetnostjo,
- v dogovoru z gledališči omogoča svojim članom brezplačne oglede predstav.

## Nagrade Združenja dramskih umetnikov Slovenije (ZDUS)
Strokovna komisija za nagrade Združenja dramskih umetnikov Slovenije (ZDUS) podeljuje vsako leto dvoje priznanj za igralske dosežke in dvoje priznanj za neigralske dosežke s področja gledališča. Nagrada se podeljuje ob svetovnem dnevu gledališča 27. marca. 
- Seznam nagrajencev Združenja dramskih umetnikov Slovenije